# Ficus pachyclada
Ficus pachyclada là một loài thực vật có hoa trong họ Moraceae. Loài này được Baker mô tả khoa học đầu tiên năm 1887.